# Пруслін Наум Ісакович
Наум Ісакович Пруслін (нар. 21 лютого 1877, Кропивницький — пом. 23 серпня 1943, Ташкент) — український композитор, диригент. Заслужений артист України (1940).

## Життєпис
Народився 21 лютого 1877 р. у Кіровограді. Помер 23 серпня 1943 р. у Ташкенті. Закінчив Київську консерваторію (1919, клас Р. Глієра).
Був першим композитором, який співпрацював з трупою «Молодого театру» Леся Курбаса на постійній основі.
В грудні 1925 у Харкові, в Державному драматичному театрі ім. І. Франка відбулася прем'єра вистави Л. Українки «Кам'яний господар»; режисер — Г. Юра, музика Н. Прусліна.
Автор оперети, сонат, музики до театральних вистав і кінофільму «Украдене щастя» (1952).